# Patrick Reagan
Pour les articles homonymes, voir Reagan (homonymie).
Patrick Reagan est un athlète américain né le 7 décembre 1986 en Pennsylvanie. Spécialiste de l'ultra-trail, il a notamment remporté trois fois de suite la Javelina Jundred de 2017 à 2019.

## Résultats
| no  | masculin           | Course                                  | Longueur | Départ           | Temps            |
| --- | ------------------ | --------------------------------------- | -------- | ---------------- | ---------------- |
| 3e  | Médaille de bronze | Championnats du monde du 100 kilomètres | 100 km   | 27 novembre 2016 | 6 h 35 min 42 s  |
| 1er | Médaille d'or      | American River 25 Mile Endurance Run    | 25 mi    | 1er avril 2017   | 2 h 50 min 31 s  |
| 1er | Médaille d'or      | Javelina Jundred                        | 100 mi   | 28 octobre 2017  | 13 h 01 min 14 s |
| 1er | Médaille d'or      | Javelina Jundred                        | 100 mi   | 27 octobre 2018  | 13 h 42 min 59 s |
| 1er | Médaille d'or      | Javelina Jundred                        | 100 mi   | 26 octobre 2019  | 13 h 11 min 48 s |